# Гарри Поттер и Кубок огня (фильм)
«Га́рри По́ттер и Ку́бок огня́» (англ. Harry Potter and the Goblet of Fire) — приключенческий фэнтезийный фильм 2005 года режиссёра Майка Ньюэлла, четвёртый из серии фильмов о Гарри Поттере. Экранизация одноимённого романа (2000) Дж. К. Роулинг. Из-за пугающих образов и сцен жестокости фильм получил возрастное ограничение (детям до 14 лет просмотр нежелателен).

## Сюжет
Близится четвёртый год обучения Гарри в Хогвартсе. Он гостит в доме Рона Уизли и его семьи. Ночью ему снится страшный сон: старый заброшенный дом, в котором обитают Тёмный Лорд и его приспешники. Волан-де-Морт даёт какие-то указания своим соратникам — Питеру («Хвосту») Петтигрю и неизвестному молодому человеку. Потом он убивает внезапно появившегося старого садовника-магла Фрэнка Брайса, смотрителя поместья. Будит Гарри и Рона только что приехавшая Гермиона. На рассвете вместе с близнецами Фредом и Джорджем, Джинни и их отцом Артуром Уизли они отправляются в путь. По дороге они встречают Амоса Диггори и его сына Седрика, старшекурсника Хогвартса с факультета Пуффендуй. Взобравшись на холм, они через старый башмак-портал переносятся в место проведения финала 422-го Чемпионата мира по квиддичу.
После победы ирландцев на лагерь нападают Пожиратели Смерти — сторонники Волан-де-Морта. Когда всё стихает, неизвестный мужчина вызывает Чёрную метку. Чуть позже Гарри, Рона и Гермиону застают сотрудники Министерства магии во главе с Барти Краучем и обвиняют их в произошедшем, но мистер Уизли выручает их.
Начинается учебный год. Альбус Дамблдор объявляет о том, что Хогвартс становится местом проведения грандиозного события — Турнира Трёх Волшебников, традиционных состязаний магических школ. На этот турнир приглашены школы «Шармбатон» и «Дурмстранг». В соответствии с правилами турнира, принять участие могут только ученики, достигшие возраста 17 лет, а самих участников выбирает Кубок Огня по одному от каждой школы. На пост преподавателя Защиты от тёмных искусств приглашён бывалый мракоборец Аластор Грюм. Студенты не одобряют его методы и побаиваются его.
Участниками турнира становятся Виктор Крам из Дурмстранга, Флёр Делакур из Шармбатона и Седрик Диггори из Хогвартса. Кубок неожиданно выбрасывает четвёртую записку — с именем «Гарри Поттер». Все потрясены, а преподаватели не могут понять, как имя четырнадцатилетнего Гарри попало в Кубок. Главный судья турнира, Бартемий Крауч утверждает Гарри участником, ссылаясь на то, что решение Кубка неоспоримо. Все студенты, кроме гриффиндорцев, издеваются над Гарри. На него обижается даже Рон за то, что Гарри якобы не поделился с ним своими замыслами.
Хагрид отводит Гарри в лес и рассказывает о первом испытании — схватке с драконом. Флёр и Крам тоже знают об этом испытании, так как их наставники — мадам Максим и Игорь Каркаров — также были в лесу. Гарри решает предупредить Седрика об испытании. В очередной стычке с Малфоем Гарри защищает Аластор Грюм, превращая Драко в хорька. Минерва МакГонагалл отчитывает Грюма. Тот уводит Гарри в свой кабинет, где Гарри видит странный сундук, и подсказывает ему, как использовать на испытании метлу.
На первом испытании участникам состязания необходимо украсть яйцо, охраняемое драконом, в котором содержится подсказка для следующего задания. Гарри достаётся самый страшный противник — венгерская хвосторога. Гарри с большим трудом забирает яйцо (при открытии оно издаёт ужасные звуки). К Поттеру возвращается уважение сокурсников, и, главное Рон извиняется перед Гарри, увидев, насколько опасно участие в турнире и поняв, что Гарри действительно изначально не собирался участвовать в турнире. Старые друзья вновь воссоединяются.
Близится Рождество. В Хогвартсе должен состояться Святочный бал, возглавлять который будут участники турнира. Юноши должны пригласить девушек. Гарри приглашает Чжоу Чанг из Когтеврана, но она уже приглашена Седриком. Рон решается пригласить Флёр Делакур а после её отказа Гермиону, но та отказывается. Гарри и Рон приглашают сестёр Патил. Гермиона появляется на балу с Виктором Крамом. Гарри и Рон угрюмо сидят в уголке, сёстры Патил уходят веселиться. Рон устраивает сцену ревности и портит настроение Гермионе.
Перед вторым заданием Седрик советует Гарри искупаться в ванне старост, прихватив с собой яйцо. Привидение Плакса Миртл подсказывает Гарри открыть яйцо под водой. При открытии яйцо поёт песню — подсказку к следующему испытанию. Гарри задаёт вопрос Миртл про русалок в чёрном озере, в ответ на это Миртл хихикая говорит, что Гарри оказался догадливее Седрика и одновременно спросив, не варит ли он новое оборотное зелье.
Участники получают задание на второе испытание — нырнуть на дно озера и за час спасти то, что дорого участнику. Гарри недоумевает, как ему продержаться под водой. Невилл даёт Гарри жабросли, после употребления которых у Поттера появляются жабры и плавательные перепонки. Минуя гриндилоу и прочую подводную нечисть, Гарри движется к «дорогому». Он видит Рона, Гермиону, Чжоу и сестру Флёр — Габриэль Делакур. Гарри решает спасти всех пленников, но ему мешают русалки, угрожают трезубцами, намекая на то, что Гарри может спасти только одного пленника. Чуть позже приплывет Седрик и спасает Чжоу, предупредив Гарри о времени, а Крам — Гермиону. В последний момент Гарри решает спасти не только Рона, но и Габриэль (гриндилоу помешали доплыть Флёр). Победителем объявляется Седрик, а Гарри за проявленное благородство дают второе место.
После успешного прохождения второго тура, Гарри видит мистера Крауча, тот хвалит Гарри за благородство, и говорит, что очень польщён его историей, внезапно вмешивается Грюм, припоминая о некоем пропавшем мальчике на стажировке в министерстве, одновременно высовывает язык по-змеиному, чем приводит мистера Крауча в испуг.
Проходит некоторое время, и во время прогулки в лесу со своими близкими друзьями Роном, Гермионой и Хагридом, Гарри немного отстаёт и обнаруживает шляпу-котелок, а затем и труп самого мистера Крауча. Ужаснувшись от увиденного Гарри бежит в кабинет Дамблдора, в котором кроме него самого находились министр и Грюм и обсуждали сложившуюся ситуацию. Внезапно Грюм говорит о том, что их разговор не совсем приватный. Дамблдор предлагает отойти министру и Грюму и закончить разговор вне кабинета, а Гарри просит немного подождать, предложив ему отведать лакричных конфет. Внезапно одна из конфет укусила Гарри за руку, и тот случайно обнаружил странный сосуд. Он окунается в него и попадает на 10 лет назад в Министерство магии, где проходит слушание по делу Игоря Каркарова (тогда Пожирателя Смерти), доставленного из Азкабана. Каркаров называет разных Пожирателей Смерти (Ивена Розье, Августа Руквуда, Северуса Снегга). Первый из них оказался мёртвым, по поводу второго решили подумать, а Снегг был оправдан Альбусом Дамблдором. Внезапно Каркаров упоминает об ещё одном прихвостне Тёмного Лорда, среди преступлений которого захват и применение проклятья Круциатус на мракоборцах Фрэнке и Алисе Долгопупсах и называет имя Барти Крауча, ведущего слушание. Однако оказывается, что он имел в виду его сына, Барти Крауча-младшего, оказавшегося фанатичным последователем Волан-де-Морта. Крауча-младшего тотчас арестовывают, тот ведёт себя неадекватно, от него отрекается отец. Гарри попадает обратно в кабинет Дамблдора, тот успокаивает Гарри и объясняет ему, что это омут памяти, после чего он говорит, что пытается найти некую мелкую, но очень важную деталь. Гарри спрашивает Дамблдора о Крауче-младшем, и тот ему отвечает: Крауч-младший сидит в Азкабане. После этого Дамблдор задаёт ему вопрос, откуда он его знает. В ответ Гарри рассказывает Дамблдору, что видел во сне Волан-де-Морта, Хвоста (Питера Петтигрю) и Крауча-младшего. Волан-де-Морт давал им особые поручения. Немного подумав, Дамблдор советует Гарри поменьше думать об этих снах. Каркаров и Снегг рассказывают Дамблдору про знак Пожирателей Смерти. Снегг обвиняет Гарри в том, что тот ворует у него ингредиенты для оборотного зелья, несмотря на то, что это не так.
На третьем и последнем испытании участники должны пройти лабиринт из живой изгороди, и коснуться Кубка Трёх Волшебников. Крам неожиданно выводит из строя Флёр, но обходит Гарри. Крам нападает на Седрика, но тот с помощью Гарри побеждает Крама. Гарри и Седрик мчатся к Кубку, но Седрика захватывают корни лабиринта. Гарри спасает Седрика, герои спорят у Кубка, кому его коснуться. Видя, что стены лабиринта схлопываются, юноши решают коснуться Кубка одновременно и вместе привести Хогвартс к победе.
Однако Кубок оказывается магическим порталом, Гарри и Седрик переносятся на кладбище, которое Гарри видел во сне. Гарри обнаруживает могилу Тома Реддла-старшего и начинает уговаривать Седрика скорее вернуться к кубку, но тот его не понимает. Внезапно шрам Гарри поражает нестерпимая боль, и появляется Питер Петтигрю по прозвищу «Хвост». Седрик, выхватив волшебную палочку, направляет её на Хвоста и спрашивает, кто он и что ему здесь нужно, в ответ Хвост по приказу Волан-де-Морта убивает Седрика, а затем отбрасывает Гарри на могилу Реддла, и могильный памятник хватает Гарри. Хвост заваривает зелье: в его состав входят «кость отца (Тома Реддла), отданная без согласия», «плоть верного слуги, пожертвованная добровольно» (Хвост отрезал свою руку) и «кровь злейшего врага (им оказывается Гарри), которую взяли силой». Зелье возрождает Тёмного Лорда. Появляются Пожиратели Смерти (в их числе и Люциус Малфой). Волан-де-Морт ругает их за то, что они в своё время не пришли к нему на помощь.
Тёмный Лорд вызывает Гарри на показательную дуэль, глумится над ним, пытает Круциатусом, а потом обещает Гарри убить его. Не выдержав глумлений своего заклятого врага, Гарри скрывается за одним из памятников, в ответ на это Волан-де-Морт вынуждает Гарри выйти из прикрытия. Собрав последние силы Гарри отвечает, что согласен, и выстреливает заклятием «Экспеллиармус». В ответ на заклятие Гарри Волан-де-Морт выстреливает проклятием «Авада Кедавра», два луча сталкиваются, образуя цепь, из которой появляются духи тех, кого убил Волан-де-Морт, в том числе и призраки родителей Гарри. Они советуют Гарри разорвать цепь, когда будет нужно, а Седрик просит взять его тело с собой. Гарри разрывает цепь, хватает тело Седрика и заклинанием «Акцио» притягивает кубок, портал переносит его в Хогвартс. Волан-де-Морт кричит из-за неудавшейся попытки убить Гарри.
Гарри объявляют победителем, но крики ликования и поздравления быстро сменяются всеобщим ужасом при виде тела Седрика. Гарри сообщает о возвращении Тёмного Лорда. Министр магии пытается замять произошедшее и скрыть страшную весть. Пользуясь всеобщим замешательством, Грюм отводит Гарри в кабинет, где расспрашивает его про Тёмного Лорда и его слуг. Грюм странно ведёт себя, он знает что Кубок перенёс Гарри на кладбище. Грюм рассказывает, что это именно он бросил листок с именем Гарри в Кубок, посоветовал Хагриду сводить Гарри в лес к драконам, подсказал Седрику как расшифровать послание в яйце, а Невиллу подбросил книгу о жаброслях. Грюм заколдовал Крама в лабиринте. Он пытается убить Гарри, но ворвавшиеся Дамблдор, Снегг и МакГонаггл разоружают Грюма и заставляют выпить сыворотку правды. Грюм принимает свой подлинный облик — Барти Крауча-младшего, настоящий Грюм находится в заточении в волшебном сундуке.
Крауч показывает на своей руке знак Чёрной метки, это вестник возвращения Тёмного Лорда. Дамблдор сообщает всем, что гибель Седрика Диггори произошла по вине Волан-де-Морта. Семестр в Хогвартсе заканчивается, шармбатонцы и дурмстрангцы уезжают домой.

## В ролях
| Роль                              | Актёр (актриса)       |          |
| студенты                          | студенты              | студенты |
| --------------------------------- | --------------------- | -------- |
| Гарри Поттер                      | Дэниел Рэдклифф       |          |
| Гермиона Грейнджер                | Эмма Уотсон           |          |
| Рон Уизли                         | Руперт Гринт          |          |
| Драко Малфой                      | Том Фелтон            |          |
| Седрик Диггори                    | Роберт Паттинсон      |          |
| Фред Уизли                        | Джеймс Фелпс          |          |
| Джордж Уизли                      | Оливер Фелпс          |          |
| Джинни Уизли                      | Бонни Райт            |          |
| Флёр Делакур                      | Клеманс Поэзи         |          |
| Виктор Крам                       | Станислав Яневский    |          |
| Чжоу Чанг                         | Кэти Льюнг            |          |
| Невилл Долгопупс                  | Мэттью Льюис          |          |
| Падма Патил                       | Афшан Азад            |          |
| Парвати Патил                     | Шефали Чоудхури       |          |
| Винсент Крэбб                     | Джейми Уэйлетт        |          |
| Грегори Гойл                      | Джошуа Хердман        |          |
| Симус Финниган                    | Девон Мюррей          |          |
| Дин Томас                         | Альфред Энох          |          |
| персонал Хогвартса                |                       |          |
| Альбус Дамблдор                   | Майкл Гэмбон          |          |
| Минерва Макгонагалл               | Мэгги Смит            |          |
| Рубеус Хагрид                     | Робби Колтрейн        |          |
| Северус Снегг                     | Алан Рикман           |          |
| Аластор Грюм                      | Брендан Глисон        |          |
| Аргус Филч                        | Дэвид Брэдли          |          |
| Филиус Флитвик                    | Уорик Дэвис           |          |
| Волан-де-Морт и Пожиратели Смерти |                       |          |
| Волан-де-Морт                     | Рэйф Файнс            |          |
| Питер Петтигрю                    | Тимоти Сполл          |          |
| Люциус Малфой                     | Джейсон Айзекс        |          |
| Игорь Каркаров                    | Предраг Белац         |          |
| Барти Крауч-младший               | Дэвид Теннант         |          |
| другие персонажи                  |                       |          |
| Корнелиус Фадж                    | Роберт Харди          |          |
| Барти Крауч                       | Роджер Ллойд-Пак      |          |
| Артур Уизли                       | Марк Уильямс          |          |
| Амос Диггори                      | Джефф Роул            |          |
| Сириус Блэк                       | Гэри Олдмен           |          |
| Олимпия Максим                    | Фрэнсис де ла Тур     |          |
| Рита Скитер                       | Миранда Ричардсон     |          |
| Плакса Миртл                      | Ширли Хендерсон       |          |
| Джеймс Поттер                     | Эдриан Роулинс        |          |
| Лили Поттер                       | Джеральдин Сомервилль |          |
| Фрэнк Брайс                       | Эрик Сайкс            |          |
| Продавщица сладостей              | Марджери Мейсон       |          |

## Награды
- Премия Британской Академии:
  - Победитель: лучшая работа художника-постановщика.
  - Номинации:
    - Лучшие визуальные эффекты;
    - Лучший грим/причёски.
- Номинация на премию Оскар за Лучшие декорации.

## Отличия от книги
Так как оригинальная книга почти в два раза объёмнее предыдущей, перед сценаристами и продюсерами встала задача упростить некоторые сцены, чтобы перенести действие на экран. Режиссёр Майк Ньюэлл описал эту проблему как «сжатие огромной книги в рамки фильма». Это было достигнуто отказом от сюжетных линий и персонажей, не связанных напрямую с Гарри и его приключениями.
«Гарри Поттер и Кубок огня» — первый фильм, действие которого начинается не на Тисовой улице. После вступления (эпизод с убийством садовника-магла) Гарри просыпается в «Норе» наутро перед финалом Чемпионата мира по квиддичу. Сам матч не показан в фильме по причинам ограниченности хронометража, что привело к необъяснимому «временному скачку», который многие посчитали неуклюжим и торопливым.
В книге Гарри и почти всё семейство Уизли поддерживали сборную Ирландии, а в фильме Гарри и Рон болеют за Болгарию. Однако в фильме (как и в книге) им обоим нравится ловец сборной Болгарии — Виктор Крам.
В фильме Дамблдор агрессивно набрасывается на Гарри, кричит и трясёт его за плечи, спрашивая, бросал ли мальчик своё имя в Кубок Огня. В книге это сделал Людо Бэгмэн, а после Дамблдор ещё раз спросил Гарри, обращаясь к нему спокойно, не повышая голос.
Другие сцены были укорочены или объединены, оставляя лишь самые важные детали сюжета. Таким образом, три заседания по делу Пожирателей Смерти, которые Гарри видел в Омуте Памяти, были сведены в одно, не упоминается участие супругов Лестрейндж. В фильме отсутствуют Билл и Чарли Уизли, Людо Бэгмен, домовой эльф Винки, Нарцисса Малфой, Берта Джоркинс и Добби. Получается, что в книге перед вторым заданием именно он даёт Гарри жабросли, а в фильме это делает Невилл Долгопупс.
В книге Альбус Дамблдор подробно отвечает на вопрос Гарри о его сновидениях, и можно понять, что директор Хогвартса считает все события тесно связанными во единое целое. В фильме Дамблдор уклончиво советует Гарри не думать о снах.
Согласно книге Роулинг, в лабиринте было множество ловушек и он размещался на поле для квиддича. В фильме лабиринт гораздо больше, и ловушками являются ветви и корни живой изгороди.
В книге Гарри и Седрик решили, что кладбище — часть задания, в фильме же Гарри вспоминает свой сон и упрашивает Седрика побыстрее уйти с кладбища.
В книге Хвост был одет в мантию с капюшоном, когда он появился перед Гарри и Седриком те просто смотрели на него, через несколько секунд у Гарри возникнет боль в шраме и прозвучит голос: «Убей лишнего!», после чего Седрик будет убит. В фильме как и в предыдущей экранизации Хвост был одет как бомж, когда его увидел Седрик, тот начинает ему угрожать с вопросом: «Кто Вы? Что от Вам от нас нужно?», после этого прозвучит приказ Волан-де-Морта об убийстве и последующее убийство.
По книге Питер Петтигрю привязывает Гарри к могильному памятнику и затыкает ему рот кляпом, а в фильме подручный Тёмного Лорда заколдовывает статую. Согласно книге, она выглядит как высокое мраморное надгробие, а в фильме на могиле отца Волан-де-Морта стоит статуя смерти (облачённый в плащ с капюшоном крылатый скелет, держащий косу).
В книге при произношении заклинания из могилы струя праха попадает в котёл, в фильме из могилы вылетает только плечевая кость.
В книге Хвост собрал кровь Гарри в пузырёк, тогда как в фильме он добавил несколько капель крови с ножа.
В книге зелье кости плоти и крови меняло свой цвет при добавлении разных субстанций: ядовито-голубой, кроваво-красный и белый, в фильме только при попадании крови Гарри оно станет красным.

В конце фильма отсутствует сцена в поезде, где Гермиона разоблачает репортёра Риту Скитер, которая оказывается незарегистрированным анимагом. Также не упоминается, что Гарри получал или отдавал кому-то награду в 1000 галлеонов, положенную ему за победу в Кубке. Все встречи с Сириусом Блэком объединены в фильме в одну, причём диалог через камин происходит в гостиной Гриффиндора.
Сцена возвращения Барти Крауча-младшего в Азкабан, после того как он был подвергнут «поцелую дементора» прямо в Хогвартсе, отсутствует в фильме, но есть в книге. Кроме этого, в фильме не показан разговор с министром магии, Корнелиусом Фаджем, который не верит в возрождение Волан-де-Морта. Эта ситуация объясняется в следующем фильме.

## Премьеры
Мировая премьера состоялась летом 2005 года на международном кинофестивале в Лондоне, а также премьера состоялась в одно и то же время во всех кинотеатрах в международных английских странах (Великобритания и их соединённые королевства — Канада, Австралия, Новая Зеландия, а также в США).
В Англии, Канаде и США релиз DVD-издания фильма вышел в середине 2005 года в системах звука Dolby Digital и DTS.

## Отзывы критиков
Фильм получил высокие оценки мировой кинопрессы: на сайте Rotten Tomatoes его рейтинг составляет 88 % на основе 246 рецензий со средним баллом 7,5/10, на сайте Metacritic фильм получил 81 из 100 на основе рецензий 35 критиков.

## Музыка
Джон Уильямс, работавший над партитурой в первых трех фильмах о Гарри Поттере, не смог вернуться к работе над четвёртым фильмом из-за плотного графика. Патрик Дойл заменил его в качестве композитора. Первоначальная просьба состояла в том, чтобы Дойл работал с материалом Уильямса, но в конечном итоге от предыдущих партитур осталась только «Тема Хедвиги» и лейтмотив серии. Солист группы Pulp Джарвис Кокер, который, как сообщалось, даже участвовал в записи партитуры, был одним из музыкантов, приглашенных Дойлом для написания песни рок-группы. Как только Дойл выбрал композицию Кокера, он и другие британские музыканты, такие как Джонни Гринвуд и Филип Селвей из Radiohead, были выбраны для игры в вымышленной группе, как исполняющие песни для саундтрека, так и имеющие эпизодические роли в фильме.